# Енга (река, впадает в Сумозеро)
Енга — река в России, протекает по территории Идельского сельского поселения Сегежского района и Сумпосадского сельского поселения Беломорского района Карелии. Длина реки — 20 км, площадь водосборного бассейна — 128 км².
Река берёт начало из болота без названия на высоте выше 120,5 над уровнем моря.
Течёт преимущественно в юго-восточном направлении по заболоченной местности.
Река в общей сложности имеет 21 приток суммарной длиной 51 км.
Впадает в Сумозеро на высоте 78,5 м над уровнем моря. Через Сумозеро протекает река Сума, впадающая в Онежскую губу Белого моря (Поморский берег).
Код объекта в государственном водном реестре — 02020001412102000007167.